# Liste des chevaliers de l'ordre du Collier
L'ordre du Collier de Savoie, dit de l'Annonciade, est un ordre de chevalerie, fondé au cours de la seconde moitié du XIVe siècle, par le comte de Savoie Amédée VI, dit le comte Vert, qui évolue jusqu'à l'institutionnalisation de l'Ordre suprême de la Très Sainte Annonciade en 1518.
Muratore (1909) place son fondement dans le contexte de la préparation à la Croisade du comte, en janvier 1364, et non en 1362, comme donné par François Capré (1654) et repris par les chroniqueurs,.
Le comte de Foras (1878) qualifiait l'ordre comme « incontestablement un des plus antiques, des plus relevés et des plus rares ordres de chevalerie existant actuellement en Europe ».

## Les chevaliers
Présentation des chevaliers par ordre de règne.

### Sous Amédée VI (1364-1383)
Les chevaliers sous le règne du comte Amédée VI (1364-1383), surnommé le Vert, fondateur et premier chef de l'ordre. L'ordre compte quinze chevaliers, « compagnons et frères », tous issus de la haute noblesse,,,. Les noms variant selon les auteurs, suivent ceux de l'étude de Muratore (1909)  :
1. comte Amédée (Aymon, Ame) III de Genève.
2. Gaspard de Montmayeur, seigneur de Montmayeur (Savoie), baron de Villar-Salette, de Sillans, de Cusy et de Brandis (Pays de Vaud), futur maréchal de Savoie.
3. Étienne, bâtard de La Baume, seigneur  Saint-Denis de Chausson (Bugey) et de Chavannes (Bourgogne), futur amiral et maréchal de Savoie.
4. Aymon III de Genève, seigneur d'Anthon et de Varey, ancien tuteur du comte.
5. Aymon de Genève-Anton, seigneur d'Anthon, Varey, Mornay et Crusilles, cousin du précédent.
6. Guillaume de Grandson, chevalier (1346), d'Aubonne, Belmont, Coppet, Cudrefin, Grandcour, Sainte-Croix et Montagny (Pays de Vaud)[9].
7. Jean de Vienne, seigneur de Kollans, de Clervant, de Montvis et de Bonrencontre (Bourgogne), futur maréchal de Bourgogne et général et amiral de France.
8. Hugues II de Chalon-Arlay, dit le Chevalier Vert, seigneur bourguignon d'Arlay, d'Argueil, de Cuisel et de Viteaux, apparenté aux comtes de Genève.
9. Guillaume de Chalamont, seigneur de Meximieux et de Montaney (Pays de Vaud).
10. Berlion (Barle, Barthélémy) de Foras, seigneur du Chablais, membre de l'ordre précédent du Cygne noir.
11. Chivard de Monthouz, fidèle du comte.
12. Aymon de Bonivard (Bugey), châtelain d'Allinges et de Thonon.
13. Richard Musart, chevalier anglais (selon les chroniqueurs) ou du Vieux-Chablais (selon Foras, Muratore, Dubois), au service du Comte, probable seigneur de Villarimboud et châtelain d'Aiguebelle et de Romont.
14. Rolland de Vayssi (Veyssi), gentilhomme Bourbonnais.
15. Simon de Saint-Amour, seigneur de Coligny.

L'évêque de Turin, Thomas de Savoie-Achaïe, serait, selon un auteur repris par Samuel Guichenon, le premier chancelier de l'Ordre.
En 1366, Roland de Vayssy et Simon de Saint-Amour meurent à la bataille de Gallipoli. Antoine de Beaujeu, seigneur de Beaujeu et de Dombes remplace le second.
Thénard de Menthon remplace Chivard de Monthouz mort en 1381 (Claretta, Ordine cavalleresco del Collare di Savoia, 1883).

### Sous Amédée VII (1380-1391)
Les chevaliers sous le règne du comte Amédée VII (1383-1391) sont,, :
- Aymon II de Challant († 1388), seigneur de Fénis et d'Aymavilles (non mentionné par Foras), reçu en 1380.
- Jean de Cervens, dit du Vernay, seigneur de La Rochette, Maréchal de Savoie, reçu en 1383-1391.
- Thomas de Genève, seigneur de Lullin, reçu en 1383-1391.

### Sous Amédée VIII (1409-1438)
Les chevaliers sous le règne du comte puis duc Amédée VIII (1391-1440) sont,, :
- Louis de Savoie-Achaïe, prince d'Achaïe, reçu en 1409.
- Odon (Odo, Eudes) de Villars, seigneur de Montellier, Gouverneur et capitaine  général de Piémont.
- Jean de La Baume, comte de Montrevel, maréchal de France, lieutenant-général de Bresse.
- Humbert de Villersexel, comte de La Roche.
- Boniface Ier de Challant, seigneur de Fénis et de Varey, maréchal de Savoie.
- Antoine de Grolée, seigneur de Grolée.
- Girard de Ternier, seigneur de Ternier.
- Jean de La Chambre, seigneur de La Chambre, comte de Luille, vicomte de Maurienne, reçu en 1418.
- Jean de Lugny, seigneur de Lugny.

- Amédée de Savoie († 1431), Prince de Piémont, fils aîné d'Amédée VIII (1412-1431), reçu en 1413-1431.
- Jean Panserot de Serraval, reçu en 1413-1431.
- Jacques de Chevron Villette, seigneur de Chevron, reçu en 1413-1431.
- Gaspard de Montmayeur, maréchal de Savoie, reçu en 1413-1431.
- Jacques de Miolans, seigneur de Miolans, reçu vers 1431.
- Humbert, bâtard de Savoie, comte de Romont, reçu vers 1434.
- Richard de Montchenu, seigneur de Ternier, reçu vers 1434.
- Jean de Montluel), seigneur de Châtillon en Chautagne, reçu vers 1434.
- Louis de Savoie, bâtard d'Achaïe, seigneur de Racconis, maréchal de Savoie, reçu vers 1434.
- Philippe de Savoie, comte apanagiste de Genève, fils d'Amédée VIII, reçu en 1438.

### Sous LouisIer(1440-1465)
Les chevaliers sous le règne du duc Louis Ier (1440-1465) sont,, :
- Janus de Savoie, comte apanagiste de Genève.
- Guillaume de Menthon, seigneur de Menthon.
- Jean de Seyssel, seigneur de Barjat, maréchal de Savoie.
- Guillaume de Genève, seigneur de Lullin.
- Jacques (I) de Montmayeur.

### Sous Amédée IX (1465)
Les chevaliers sous le règne du duc Amédée IX (1465) sont,, :
- Claude de Seyssel, seigneur d'Aix, maréchal de Savoie.
- Louis de Challant, comte de Challant.
- Claude Bourgeois, seigneur de Very et de Fernay.
- Janus de Genève, seigneur de Lullin.

### Sous CharlesIer(1482)
Les chevaliers sous le règne du duc Charles Ier sont, :
- Hugues (Hugonin) de La Palud, comte de Varax, gouverneur et maréchal de Savoie.
- Philibert de Challant, comte de Challant, gouverneur.